# Brzozowy gaj
Brzozowy gaj (ros. Берёзовая роща) – obraz olejny Archipa Kuindży namalowany w 1879, jedno z kilku dzieł na ten sam temat wykonanych przez artystę.

## Okoliczności powstania
Archip Kuindży malował przede wszystkim pejzaże, utrzymane w duchu romantycznym. W swoich obrazach ukazywał sposób wpływania światła na rzeczywistość – jego zdaniem gra światła była w stanie zmienić każde, nawet najmniej interesujące miejsce, w obiekt wart uwiecznienia na płótnie. Brzozowy zagajnik, jeden z kilku wykonanych przez Kuindży obrazów na ten sam temat, jest przykładem typowego ujęcia tematu przez artystę.

## Opis
Obraz zdominowany jest przez silne światło słoneczne, które pada na polanę między brzozami; malarz starał się jak najdokładniej oddać refleksy świetlne na liściach i pniach brzóz, trawie i kwiatach, ukazał również grę światła między gęstszymi grupami drzew na dalszym planie dzieła. Pierwszy plan obrazu pogrążony jest w cieniu, u podnóża brzóz Kuindży umieścił niewielki staw porośnięty rzęsą, wokół którego rosną trzciny i pojedyncze kwiaty. Również na powierzchni wody została oddana gra światła przechodzącego przez korony drzew. Najwięcej światła pada na dalszy plan obrazu, gdzie ukazana została polana między kilkoma grupami drzew. Zagajnik w tle obrazu jest gęstszy, drzewa tworzą zwarte grupy. Obraz ukazuje gaj brzozowy latem, przy bezchmurnym, błękitnym niebie.